# Proceedings of the Chemical Society
Proceedings of the Chemical Society (abrégé en Proc. Chem. Soc.) est une revue scientifique à comité de lecture qui publie des articles en anglais dans tous les domaines reliés à la chimie.

## Histoire
Le journal a plusieurs fois changé de titre au cours de son histoire :
- Memoirs of the Chemical Society of London, 1841  (ISSN 0269-3127)[1].
- Proceedings of the Chemical Society of London, 1842  (ISSN 0269-3143)[2].
- Memoirs and Proceedings of the Chemical Society, 1843-1848  (ISSN 0269-3127)[3].
- Proceedings of the Chemical Society, London, 1885-1914  (ISSN 0369-8718)[4].
- Publié comme supplément au Journal of the Chemical Society, 1914-1956
- Proceedings of the Chemical Society, 1957-1964  (ISSN 0369-8718)[5].